# Луол Денг
Луол Денг (англ. Luol Deng, нар. 16 квітня 1985, Вау, Судан) — британський професійний баскетболіст суданського походження, що виступав на позиції легкого форварда за декілька команд НБА. Гравець національної збірної Великої Британії, у складі якої був учасником Олімпійських ігор 2012.

## Ранні роки
Народився у місті Вау, Судан у родині етнічних динка. Коли був ще юнаком, то батько Альдо, член парламенту Судану, перевіз сім'ю до Єгипту, щоб уникнути Другої Суданської громадянської війни. У Єгипті вони познайомились з колишнім гравцем НБА Манутом Боулом, який став наставником для Луола та його брата. Згодом родина переїхав до Брікстона, Лондон та отримала політичний притулок.
У віці 14 років переїхав до США, щоб навчатись та грати у баскетбол за Академію Блер. З ним також виступав в одній команді майбутня зірка НБА Чарлі Віллануева. Будучи вже у випускному класі розглядався багатьма експертами як найбільш перспективний гравець, після Леброна Джеймса.

## Ігрова кар'єра
Після школи прийняв пропозицію Майка Кжизевського приєднатися до команди Дюкського університету, де виступав з 2003 по 2004 рік.
2004 року був обраний у першому раунді драфту НБА під загальним 7-м номером командою «Фінікс Санз» і одразу був обміняний до «Чикаго Буллз». У своєму першому сезоні в НБА зіграв 61 гру, в яких набирав 11,7 очок, а також був включений до Збірної новачків НБА.
В наступному сезоні покращив свої статистичні показники, набираючи 14,3 очок за гру та роблячи 6,6 підбирань. Допоміг команді вдруге поспіль вийти до плей-оф, де «Буллз» вилетіли від «Маямі Гіт».
У сезоні 2006—2007 став єдиним гравцем «Чикаго», який зіграв у старті у всіх 82 іграх сезону. Став лідером команди за кількістю часу проведеного на майданчику (37,5 хв) та за відсотком влучань (51,7%). Був другим за результативністю після Бена Гордона із 18,8 очками за гру. 26 березня 2007 року провів на той час свій найрезультативніший матч у кар'єрі, набравши 38 очок у переможному матчі проти «Портленд Трейл-Блейзерс». 

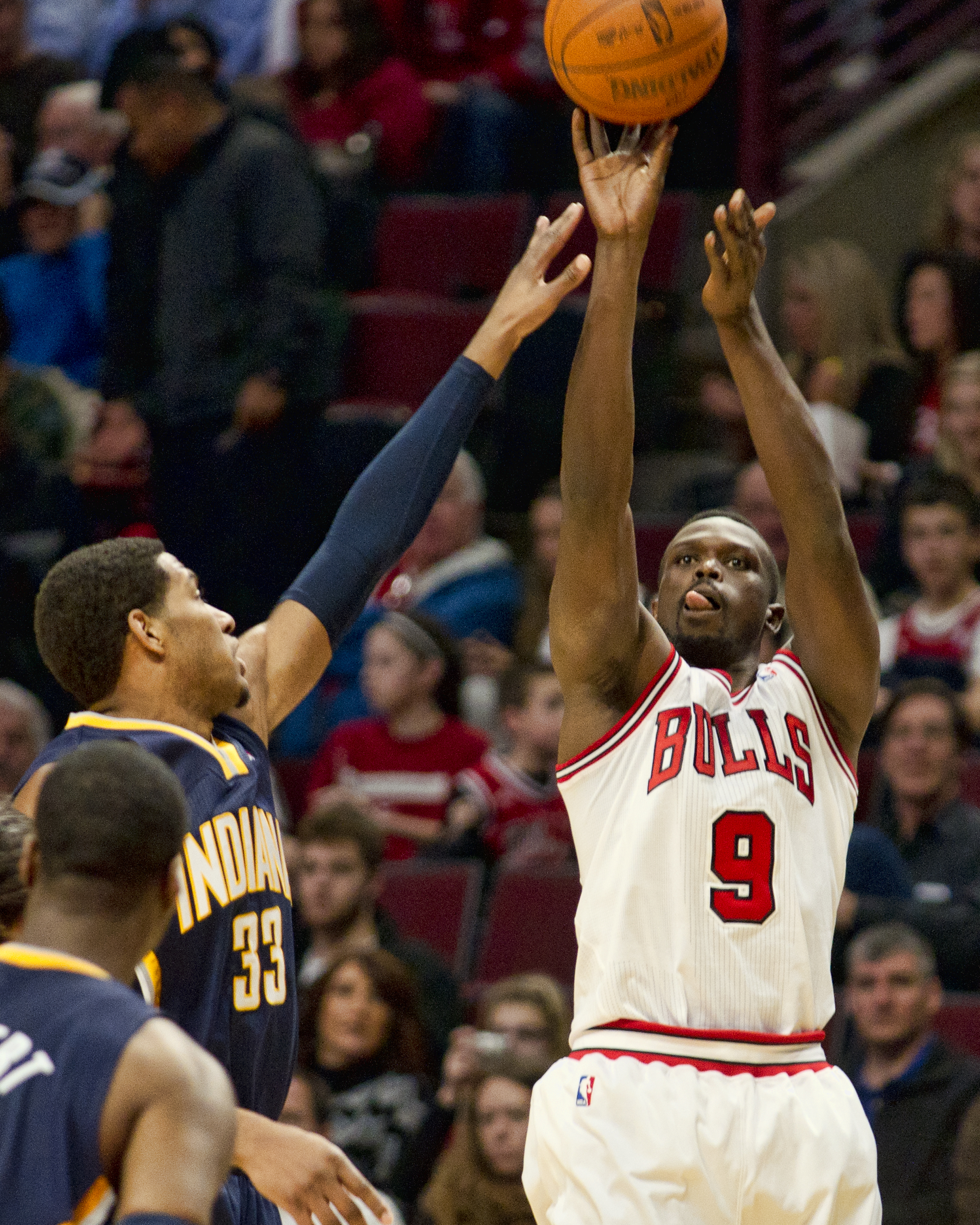
Денг у грі за «Буллз»

У сезоні 2007—2008 взяв участь 63 іграх, пропустивши 19 через запалення ахіллу. Незважаючи на це, набирав 17 очок за гру, проте не допоміг команді пробитися до плей-оф.
Перед початком сезону 2008—2009 було офіційно оголошено про продовження контракту, сума якого склала 71 млн. доларів. Статистичні показники Денга погіршились до 14,1 очок та 6 підбирань за гру. Через травми він зіграв лише у 48 матчах та повністю пропустив плей-оф.
У сезоні 2009—2010 зіграв у 70 іграх, в яких вже набирав 17,6 очок та 7,3 підбирань. Допоміг команді пробитися до плей-оф, де «Буллз» поступилися «Клівленду» у першому ж раунді.
1 листопада 2010 років встановив свій новий рекорд результативності, набравши 40 очок у матчі проти «Портленд Трейл-Блейзерс». У сезоні набирав 17,4 очки за гру, що було третім результатом в команді після Дерріка Роуза (25) та Карлоса Бузера (17,5). Команда дійшла до фіналу Східної конференції, де поступилася «Маямі Гіт».
9 лютого 2012 року Денга було включено до резервного складу Східної конференції на Матч всіх зірок. В кінці сезону його також було включено до Другої збірної всіх зірок захисту.
Наступного сезону знову був включений до резервного складу Східної конференції на Матч всіх зірок. Став лідером команди за результативністю із 16,5 очками за гру, а відсоток влучань штрафних кидків став найкращим у кар'єрі (81%). У плей-оф команда спочатку пройшла «Бруклін Нетс», але програла від «Маямі Гіт» у наступному раунді у серії із семи ігор. Останні в свою чергу виграли чемпіонат НБА.
За відсутності Дерріка Роуза Денг став найрезультативнішим гравцем Чикаго у першій половині сезону 2013—2014 із 19 очками за гру. Проте 7 січня 2014 року він був обміняний на Ендрю Байнама до «Клівленда», де провів решту частину сезону. В середньому набирав 14,1 очка за гру.
15 липня 2014 року перейшов до «Маямі Гіт». У своєму першому сезоні за нову команду набирав 14 очок та 5,2 підбирання. У другому сезоні пробився у плей-оф, де у першому матчі встановив рекорд, як гравець «Гіт», який у дебютному матчі плей-оф набрав найбільшу кількість очок — 31.
7 липня 2016 року став гравцем «Лос-Анджелес Лейкерс», підписавши чотирирічний контрак на суму 72 млн. доларів. 15 березня 2017 року Денга виключили із складу до кінця сезону, давши можливість грати молоді.
10 вересня 2018 року підписав контракт з клубом «Міннесота Тімбервулвз».

## Особисте життя
Крім Судану, де він народився, проживав у Єгипті, Великій Британії та США. У жовтні 2006 року став громадянином Великої Британії. Залучений до багатьох благодійних організацій, пов'язаних з допомогою дітям та біженцям.
Вболівальник футбольного клубу «Арсенал».
Його фото знаходиться на обкладинці відеоігор NBA Live у Великій Британії.

## Статистика виступів в НБА
|  | Лідер ліги |

### Регулярний сезон
| Сезон              | Команда                 | GP  | GS  | MPG  | FG%  | 3P%  | FT%   | RPG | APG | SPG | BPG | PPG  |
| ------------------ | ----------------------- | --- | --- | ---- | ---- | ---- | ----- | --- | --- | --- | --- | ---- |
| 2004–05            | «Чикаго Буллз»          | 61  | 45  | 27.3 | .434 | .265 | .741  | 5.3 | 2.2 | .8  | .4  | 11.7 |
| 2005–06            | «Чикаго Буллз»          | 78  | 56  | 33.4 | .463 | .269 | .750  | 6.6 | 1.9 | .9  | .6  | 14.3 |
| 2006–07            | «Чикаго Буллз»          | 82  | 82  | 37.5 | .517 | .143 | .777  | 7.1 | 2.5 | 1.2 | .6  | 18.8 |
| 2007–08            | «Чикаго Буллз»          | 63  | 59  | 33.8 | .479 | .364 | .770  | 6.3 | 2.5 | .9  | .5  | 17.0 |
| 2008–09            | «Чикаго Буллз»          | 49  | 46  | 34.0 | .448 | .400 | .796  | 6.0 | 1.9 | 1.2 | .5  | 14.1 |
| 2009–10            | «Чикаго Буллз»          | 70  | 69  | 37.9 | .466 | .386 | .764  | 7.3 | 2.0 | .9  | .9  | 17.6 |
| 2010–11            | «Чикаго Буллз»          | 82  | 82  | 39.1 | .460 | .345 | .750  | 5.8 | 2.8 | 1.0 | .6  | 17.4 |
| 2011–12            | «Чикаго Буллз»          | 54  | 54  | 39.2 | .412 | .367 | .770  | 6.5 | 2.9 | 1.0 | .7  | 15.3 |
| 2012–13            | «Чикаго Буллз»          | 75  | 75  | 38.7 | .426 | .322 | .816  | 6.3 | 3.0 | 1.1 | .4  | 16.5 |
| 2013–14            | «Чикаго Буллз»          | 23  | 23  | 37.4 | .452 | .274 | .815  | 6.9 | 3.7 | 1.0 | .2  | 19.0 |
| 2013–14            | «Клівленд Кавальєрс»    | 40  | 40  | 33.8 | .417 | .315 | .771  | 5.1 | 2.5 | 1.0 | .1  | 14.3 |
| 2014–15            | «Маямі Гіт»             | 72  | 72  | 33.6 | .469 | .355 | .761  | 5.2 | 1.9 | .9  | .3  | 14.0 |
| 2015–16            | «Маямі Гіт»             | 74  | 73  | 32.4 | .455 | .344 | .755  | 6.0 | 1.9 | 1.0 | .4  | 12.3 |
| 2016–17            | «Лос-Анджелес Лейкерс»  | 56  | 49  | 26.5 | .387 | .309 | .730  | 5.3 | 1.3 | .9  | .4  | 7.6  |
| 2017–18            | «Лос-Анджелес Лейкерс»  | 1   | 1   | 13.0 | .500 | -    | -     | .0  | 1.0 | 1.0 | .0  | 2.0  |
| 2018–19            | «Міннесота Тімбервулвз» | 22  | 2   | 17.8 | .500 | .318 | .714  | 3.3 | .8  | .7  | .4  | 7.1  |
| Усього за кар'єру  | Усього за кар'єру       | 902 | 828 | 34.3 | .456 | .332 | .769  | 6.1 | 2.3 | 1.0 | .5  | 14.8 |
| В іграх усіх зірок | В іграх усіх зірок      | 2   | 0   | 11.5 | .333 | .200 | 1.000 | 1.0 | 1.0 | .0  | .0  | 5.0  |

### Плей-оф
| Сезон             | Команда           | GP | GS | MPG  | FG%  | 3P%  | FT%  | RPG | APG | SPG | BPG | PPG  |
| ----------------- | ----------------- | -- | -- | ---- | ---- | ---- | ---- | --- | --- | --- | --- | ---- |
| 2006              | «Чикаго Буллз»    | 6  | 0  | 30.0 | .429 | .200 | .571 | 4.8 | .5  | .8  | .7  | 10.2 |
| 2007              | «Чикаго Буллз»    | 10 | 10 | 41.0 | .524 | .000 | .807 | 8.7 | 2.4 | 1.0 | .7  | 22.2 |
| 2010              | «Чикаго Буллз»    | 5  | 5  | 40.6 | .463 | .083 | .731 | 5.0 | 1.4 | 1.2 | .8  | 18.8 |
| 2011              | «Чикаго Буллз»    | 16 | 16 | 42.9 | .426 | .324 | .839 | 6.6 | 2.7 | 1.5 | .6  | 16.9 |
| 2012              | «Чикаго Буллз»    | 6  | 6  | 38.0 | .456 | .364 | .571 | 8.3 | 1.5 | .8  | 1.5 | 14.0 |
| 2013              | «Чикаго Буллз»    | 5  | 5  | 44.8 | .381 | .056 | .400 | 7.6 | 3.8 | 1.0 | .6  | 13.8 |
| 2016              | «Маямі Гіт»       | 14 | 14 | 35.4 | .471 | .421 | .842 | 5.9 | 1.6 | .9  | .6  | 13.3 |
| Усього за кар'єру | Усього за кар'єру | 62 | 56 | 39.1 | .455 | .311 | .765 | 7.0 | 6.7 | 1.1 | .7  | 15.9 |